# Achim
Achim (phát âm tiếng Đức: [ˈaxim]) là một đô thị thuộc huyện Verden, trong bang Niedersachsen, nước Đức.

## Địa lý
Đô thị Achim có diện tích 65,1 km². Achim nằm ở hữu ngạn sông Weser, cự ly 17 km về phía tây bắc của Verden, và 16 km về phía đông nam của Bremen. Achim nằm trong thung lũng sông Weser. Khu vực này có độ cao 15 mét trên mực nước biển. Dãy núi Badener nằm ở Baden, Niedersachsen, một khu vực nằm ở Achim. Đô thị này kết nghĩa với Cēsis, Latvia.

## Phân cấp hành chính
Thị trấn được chia thành hai phường và 7 thôn (số liệu dân số ngày 1 tháng 1 năm trong ngoặc):
| Phường: - Bollen (214) - Embsen (920) | Thôn: 1. Achim (12.035) 2. Baden (6.616) 3. Badenermoor (650) 4. Bierden (2.924) 5. Borstel (386) 6. Uesen (4.293) 7. Uphusen (3.765) |